# 樱桃公司
樱桃公司（德語：Cherry GmbH）、或直稱為Cherry公司，是德国的電腦週邊裝置製造商，在美国成立并在1970年代迁往德国，目前以生产机械键盘和机械键盘轴体闻名，设计的MX轴体是当前極流行的机械键盘轴体。

## 历史
樱桃公司于1953年由一名德裔美国人沃尔特·彻丽（Walter Cherry）创建于伊利诺伊州高地公园。当时的主要业务是生产开关等一些电子元件。1979年公司总部迁移到德国奥森巴赫市。樱桃公司在1973年开始生产电脑键盘，并且是目前尚存的键盘生产商中历史最悠久。
2008年采埃孚收购樱桃公司，合并入采埃孚电子有限公司（ZF Electronics GmbH Corporate）。2016年出售给私人投资者，恢复独立营运。

## 產品

### Cherry MX系列軸
最為人所知的Cherry MX系列軸有茶軸、青軸、黑軸以及紅軸四種，並有白軸、灰軸、綠軸等少見或停產軸種。部分MX軸另有矮軸版本：矮軸系列（英語：Low Profile）、超矮軸系列（英語：Ultra Low Profile）。
| 常見Cherry MX軸 | 類型   | 內容                                                                                             |
| --------------- | ------ | ------------------------------------------------------------------------------------------------ |
| 青軸            | 段落軸 | 明顯段落感，咔嗒按鍵聲較大，為段落（Clicky）類                                                   |
| 茶軸            | 觸感軸 | 小段落感，按鍵聲較小，為觸感（Tactile）類 Cherry MX 茶軸較普遍觸感軸更弱回饋，介乎線性與觸感之間 |

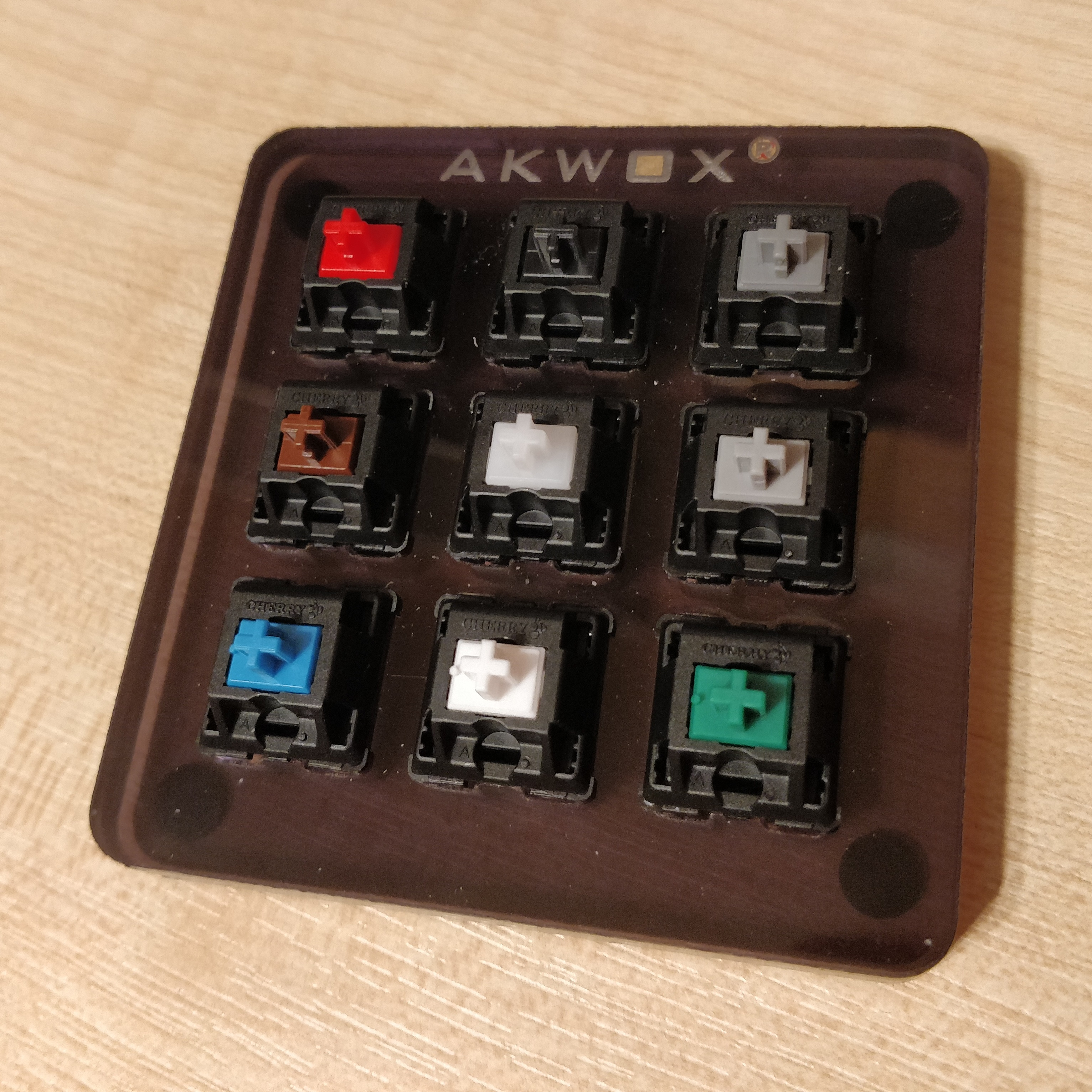
Akwox Cherry MX 9轴样板

| 黑軸            | 線性軸 | 無分段，按下力度較重，觸底按鍵聲較靜，為線性（Linear）類                                         |
| 紅軸            | 線性軸 | 無分段，按下力度較輕，觸底按鍵聲較靜，為線性類                                                   |

#### MX軸專利
Cherry MX轴在20世纪80年代早期开发并获得专利（美國專利第4,467,160号）并于1985年左右首次上市，專利已在2003年過期。

### Cherry ML系列軸
Cherry ML系列軸是機械矮軸，主要用於工業。

### Cherry MV系列軸
Cherry MV系列目前只有Cherry MV Linear線性軸（別名Cherry VIOLA軸），是一款專為遊戲設計的新型軸體，其觸發行程短、鍵程短回彈快，且為線性軸，以簡單設計、獨特開關特性及新觸點系統，取代橡膠圓頂及混合解決方案等入門級技術，為擴展低階入門市場的新軸體。

### 鍵盤
Cherry公司的鍵盤產品線分為家用／工商用及遊戲向，當中有機械鍵盤和薄膜鍵盤，亦提供有線及無線鍵盤，部分商用工業用鍵盤連觸控版或軌跡球。
遊戲機械鍵盤亦提供無光或有RGB背光按鍵設計，採用Cherry MX／MV系列軸。

### 滑鼠
Cherry 公司的滑鼠產品線分為家用／商用及遊戲向，家用／商用滑鼠中分為有線及無線滑鼠，遊戲向的滑鼠則主要是有線滑鼠。

## 爭議
微博帐号CHERRY中国的六一儿童节官方抽奖活动被批评为性别歧视后引发的女权相关争议。